# 미나미카와치정
미나미카와치정(南河内町)은 도치기현 가와치군에 속했던 정이다. 2000년 인구조사에 의한 통근률은 고야마 시에 11.4%, 우쓰노미야 시에 11.1%. 2005년 인구조사에 의한 통근률은 우쓰노미야 시에 11.4%, 고야마 시에 11.2%. 2006년 1월 10일 고쿠분지정, 이시바시정과 신설 합병해 시모쓰케시가 되어 폐지되었다.
마을 서부에 자치의과대학(자치의대역 소재지는 구 고쿠분지정), 그 남쪽 일대에는 도시재생기구가 개발한 현내 최대의 주택단지 그린타운도쓰케가 있어 도쿄의 베드타운으로서 과거 15년간 인구가 배로 증가하고 있다.

## 역사
- 1889년 4월 1일 - 정촌제 시행과 함께 요시다촌, 야쿠시지촌의 2촌이 탄생하였다.
- 1955년 4월 29일 요시다촌과 야쿠시지촌이 합병해 미나미카와치촌이 되었다.
- 1971년 4월 1일 - 정으로 승격해 미나미카와치정이 되었다.
- 2006년 1월 10일 - 고쿠분지정, 이시바시정과 신설 합병해 시모쓰케시가 되었다.

## 교통

### 도로
- 도호쿠 자동차도
- 기타칸토 자동차도
- 국도 제4호선
- 신 4호 국도